# مركز معلومات التحالف الصحفي
مركز معلومات التحالف الصحفي هو مركز إعلامي مركزي تم تأسيسه خلال غزو العراق.

## عملية تحرير العراق
أثناء التحضيرات لـعملية تحرير العراق، تم إنشاء مركز CPIC في فندق هيلتون مدينة الكويت (في الواقع يقع خارج مدينة الكويت في منطقة المنقف). كان المركز يعمل به أفراد من القوات البرية للولايات المتحدة، البحرية الأمريكية، القوات الجوية والمشاة البحرية الأمريكية؛ بالإضافة إلى الجيش البريطاني، مشاة البحرية الملكية البريطانية ‏، سلاح الجو الملكي والجيش الأسترالي. كان مدير CPIC هو العقيد في الجيش الأمريكي غاي تي. شيلدز، ونائبه هو المقدم البريطاني روبرت بارتريدج.
عادةً ما يكون مركز CPIC مسؤولًا عن إصدار بيان صحفيات وتقارير الخسائر، وإجراء المؤتمرات الصحفية، وترتيب المقابلات، ومرافقة الإعلاميين إلى الأحداث الهامة. ومع توقع أن تُغزو القوات العراقية مدينة الكويت مرة أخرى، قام قائد قوات التحالف البرية بإنشاء مقر له في الدوحة، قطر، وتنازل مركز CPIC في مدينة الكويت عن صلاحية إصدار المعلومات لوسائل الإعلام إلى القادة في قطر.
تم تأسيس CPIC في فندق هيلتون بالكويت في أوائل فبراير 2003 بواسطة الفرقة 22 من MPAD، وهي وحدة نشطة من الجيش الأمريكي مقرها في قاعدة فورت براغ، نورث كارولاينا. استلم مركز العمليات الإعلامية العامة 318 (PAOC)، وهي وحدة احتياطية للجيش الأمريكي من فورست بارك، إلينوي، إدارة CPIC في 22 فبراير 2003. وقبل توقف CPIC عن العمل في الكويت في أوائل مايو 2003، تم إصدار تصاريح لأكثر من 6500 صحفي، مما سمح لهم بمستويات مختلفة من الوصول إلى قوات التحالف.
بعد غزو 2003، تم إنشاء CPIC في الطابق الثاني من مركز المؤتمرات العراقي في المنطقة الخضراء ببغداد بواسطة الفرقة 372 من MPAD، وهي وحدة احتياطية من الجيش الأمريكي من ناشفيل (تينيسي). ومن هذا الموقع قدم المتحدث العسكري الرئيسي للتحالف العميد مارك كيميت والمتحدث باسم سلطة الائتلاف المؤقتة دان سينور العديد من الإحاطات الصحفية في السنوات الأولى للاحتلال. وفي عام 2005، تم نقل CPIC إلى هيكل مواقف سيارات خارج مركز المؤتمرات لإفساح المجال لـمجلس النواب العراقي.

## روابط خارجية
- https://abcnews.go.com/International/story?id=79598&page=1